# Svitlana Iaromka
Svitlana Mykolayivna Jar'omka (in ucraino Світлана Миколаївна Ярьомка?; Oblast' di Kiev, 9 aprile 1989) è una judoka e lottatore di sumo ucraina.
Vinse una medaglia di bronzo ai Giochi europei del 2015 e una medaglia d'argento ai Campionati europei di judo del 2017.
Ha partecipato ai Giochi Mondiali di sumo del 2022 dove ha vinto una medaglia d'oro.